# Jean-Paul Dethorey
Jean-Paul Dethorey (Toul, 2 maart 1935 - Toul, 2 mei 1999) was een Franse striptekenaar en schilder. 

## Biografie
Dethorey volgde een opleiding aan de École des Beaux Arts te Nancy. Hij vestigde zich als schilder in Parijs, maar was weinig succesvol. Hij kwam in de stripwereld terecht en maakte strips voor Amis-coop en Lisette. In 1982 brak hij door met de reeks Louis la Guigne met Frank Giroud als scenarioschrijver. Ander bekende strips waren De Pechvogel en De uitvoering. Zijn laatste strip Op zoek naar Venus I verscheen in februari 1999 op scenario van Jean-Pierre Autheman. 